# 恩智川
恩智川（おんちがわ）は、大阪府を流れる淀川水系の河川。
恩智の読みは、河川のみ おんち (onchi) であり、地名、駅名は おんぢ (onji) となる。

## 地理
柏原市北部の高尾山麓に源を発する。八尾市および東大阪市東部の生駒山地からの小河川を取り込みながら北上し、大東市の住道駅前で寝屋川に合流する。

## 流域の自治体
大阪府
柏原市、八尾市、東大阪市、大東市

## 歴史
数千年前の昔からほぼ現在の位置に沿って流れていたといわれている。現在の大東市域には「深野池」という大きな池が存在し、恩智川はその池に注いでいた。西にある長瀬川と玉串川はかつては大和川の本流であり深野池や新開池を潤していた。
宝永元年（1704年）の大和川の付け替えによって、深野池は無くなり、川床の一部に恩智川の流路が設けられ、住道付近で北河内地区からの寝屋川と合流するようになった。そういった経緯から、大東市付近は土地が低く、大雨が降ると生駒山地からの雨水や土砂が集中して流入し、たびたび洪水を引き起こしていた。（寝屋川の頁も参照のこと。）
かつては恩智川も川幅が狭く、山からの土砂が堆積しやすく、川床が浅くなり、流域でたびたび洪水を引き起こした。近年では1973年（昭和48年）に流域が広範囲にわたって浸水した。このため、1973年（昭和48年）から4年ほどかけて恩智川の治水工事が行なわれた。川幅は大幅に拡張され、川床は掘り下げられ、川岸は護岸され、先に開削された第二寝屋川とあわせて流水能力は大幅に向上した。その後さらに第二寝屋川分岐部の東に「恩智川治水緑地」が整備された。普段は緑地公園として、大幅な増水時は一時的に貯水する調整池としての機能を有している。

## 流域の風景

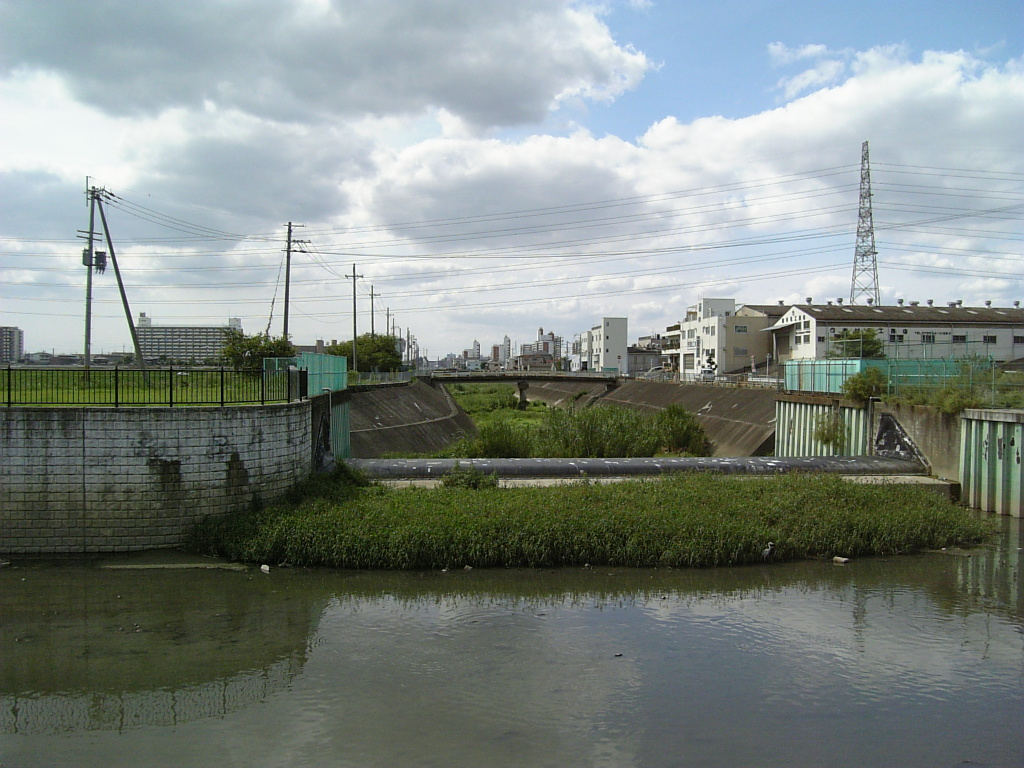
恩智川と第二寝屋川の分岐部 （左岸は八尾市、右岸が東大阪市）。
ラバーダムで仕切られており、恩智川の増水時に第二寝屋川に流出するようになっている。

流域付近は概ね新興住宅街となっている。 部分的に工業地帯もある。 一部に田畑が残っているが、恩智川自体は治水対策で深く掘り下げられたため、かんがい用水路としての機能はなく、玉串川または生駒山系からの小河川から水を取り込むことになる。

### 流域にある施設等
柏原市
- 国道170号旧道
- 近鉄法善寺駅

八尾市
- 大阪府立八尾翠翔高等学校
- 近鉄恩智駅
- 国道170号大阪外環状線
- 八尾自動車教習所
- 福万寺町運動市民広場

東大阪市
- 大阪府立みどり清朋高等学校
- 第二寝屋川分岐点、恩智川治水緑地
- 近鉄東花園駅・東花園列車区
- 花園中央公園
- 国道308号（中央大通）・阪神高速水走ランプ
- 加納工業団地

大東市
- オークワ大東店（スーパーマーケット）
- JR住道駅